# Piłka siatkowa na Letnich Igrzyskach Olimpijskich 1972
Turniej olimpijski w piłce siatkowej rozegrany podczas XX Letnich Igrzysk Olimpijskich w Monachium był trzecim w historii igrzysk olimpijskich zmaganiem w halowej odmianie tej dyscypliny sportu. Rywalizacja toczyła się zarówno u kobiet, jak i u mężczyzn, a przystąpiło do niej 12 zespołów męskich i 8 zespołów żeńskich. Wszystkie turnieje zostały przeprowadzone systemem kołowym.

## Medaliści
| Konkurencja      | Konkurencja | złoto | srebro | brąz |
| ---------------- | ----------- | --- | --- | --- |
| Siatkówka halowa | mężczyźni   | Japonia Yoshihide Fukao Kenji Kimura Masayuki Minami Jungo Morita Yūzō Nakamura Katsutoshi Nekoda Tetsuo Nishimoto Yasuhiro Noguchi Seiji Ōko Tetsuo Satō Kenji Shimaoka Tadayoshi Yokota                 | NRD Horst Hagen Wolfgang Löwe Wolfgang Maibohm Jürgen Maune Horst Peter Eckehard Pietzsch Siegfried Schneider Arnold Schulz Rudi Schumann Rainer Tscharke Wolfgang Webner Wolfgang Weise   | ZSRR Wiktor Borszcz Jefim Czułak Wiaczesław Domani Władimir Kondra Walerij Krawczenko Jewgienij Łapinski Władimir Patkin Jurij Pojarkow Władimir Putiatow Aleksandr Saprykin Jurij Starunskij Leonid Zajko |
| Siatkówka halowa | kobiety     | ZSRR Ludmiła Borozna Ludmiła Bułdakowa Wiera Dujunowa Tatjana Gonoboblewa Natalja Kudriewa Galina Leontjewa Inna Ryskal Roza Salichowa Tatjana Saryczewa Nina Smolejewa Lubow Tiurina Tatjana Trietjakowa | Japonia Makiko Furukawa Keiko Hama Takako Iida Toyoko Iwahara Katsumi Matsumura Sumie Oinuma Mariko Okamoto Seiko Shimakage Michiko Shiokawa Takako Shirai Noriko Yamashita Yaeko Yamazaki | Korea Północna Hwang He-suk Jang Ok-rim Jong Ok-jin Kang Ok-sun Kim Zung-bok Kim Myong-suk Kim Su-dae Kim Yeun-ja Paek Myong-suk Ri Chun-ok Ryom Chun-ja                                                   |

## Tabela medalowa
| Miejsce | Państwo        | złoto | srebro | brąz | Razem |
| ------- | -------------- | ----- | ------ | ---- | ----- |
| 1.      | Japonia        | 1     | 1      | 0    | 2     |
| 2.      | ZSRR           | 1     | 0      | 1    | 2     |
| 3.      | NRD            | 0     | 1      | 0    | 1     |
| 4.      | Korea Północna | 0     | 0      | 1    | 1     |